# 2013 (numero)
Duemilatredici (2013) è il numero naturale dopo il 2012 e prima del 2014.

## Proprietà matematiche
- È un numero dispari.
- È un numero composto da 8 divisori: 1, 3, 11, 33, 61, 183, 671, 2013. Poiché la somma dei suoi divisori (escluso il numero stesso) è 963 < 2013, è un numero difettivo.
- È un numero sfenico.
- È un numero palindromo e un numero a cifra ripetuta nel sistema posizionale a base 13 (BBB).
- È un numero congruente.
- È un numero nontotiente in quanto dispari e diverso da 1.
- È un numero odioso.
- È un numero intero privo di quadrati.
- È parte delle terne pitagoriche (363, 1980, 2013), (1316, 2013, 2405), (2013, 2684, 3355), (2013, 3416, 3965), (20131, 5400, 5763), (2013, 10980, 11163), (2013, 16684, 16805), (2013, 20416, 20515), (2013, 33184, 33245), (2013, 61380, 61413), (2013, 184184, 184195), (2013, 225116, 225125), (2013, 675360, 675363), (2013, 2026084, 2026085).

## Astronomia
- 2013 Tucapel è un asteroide della fascia principale del sistema solare.

## Astronautica
- Cosmos 2013 è un satellite artificiale russo.